# Peter Kent (acteur)
Pour les articles homonymes, voir Kent (homonymie) et Peter Kent.
Peter Kent est un acteur et cascadeur canadien né le 23 juin 1957 à North Vancouver, en Colombie-Britannique (Canada).

## Filmographie

### Cinéma
- 1985 : The Dungeonmaster : Zombie (segment Demons Of The Dead)
- 1985 : Re-Animator : Melvin the Re-Animated
- 1986 : Le Contrat (Raw Deal) : Thug shot dead onto garbage cans at rock quarry
- 1987 : Dudes : Road Warrior
- 1988 : Flic ou Zombie (Dead Heat) : Smitty
- 1993 : Monsieur Nounou (Mr. Nanny) : Wolfgang
- 1993 : Last Action Hero de  John McTiernan : Maitre D'
- 1995 : Malevolence : 1st Inmate
- 1995 : Cybertracker 2 (Cyber-Tracker 2) : SuperTracker
- 1996 : Nemesis : M. Purple
- 1996 : Au-delà des lois (Eye for an Eye) : Detective #2
- 1998 : Que la lumière soit ! : Flic Schzarzy
- 2000 : Le Coupable (The Guilty) : Benny
- 2000 : À l'aube du sixième jour (The 6th Day) : Duty Officer
- 2001 : Ignition : Major Brunson
- 2001 : The Proposal : Creepy Man
- 2001 : Destination : Graceland (3000 Miles to Graceland) : Swat Leader
- 2002 : Bombmakers : Jonathan
- 2002 : Fade to Black : Frederick
- 2003 : The Sea : Ronald
- 2003 : It's About Time : German Soldier
- 2008 : Freezer Burn: The Invasion of Laxdale : Chauffer

### Télévision
- 1990 : Côte Ouest (Knots Landing) (feuilleton TV) : Guard
- 1992 : Alerte à Malibu (Baywatch) (série télévisée) : Surfer
- 1992 : Christmas in Connecticut (TV) : Police Officer #2
- 1992 : Dangerous Curves (série télévisée) : Ed Montagne
- 1993 : Danger Theatre (série télévisée) : Francis Helm
- 1994 : Caraïbes offshore (Thunder in Paradise) (série télévisée)
- 1995 : Space 2063 (Space: Above and Beyond) (série télévisée) : Mike 'Pags' Pagodin
- 1995 : Un privé à Malibu (Baywatch Nights) (série télévisée) : Grimes
- 1995 : Le Rebelle (Renegade) (série télévisée) : Clay Brighton
- 1997 : Profiler (série télévisée) : Frank South
- 1998 : La Loi du colt (Dead Man's Gun) (série télévisée) : Tony
- 1998 : Viper (série télévisée) : Victor Murur
- 1998 : Traque sur Internet (The Net) (série télévisée) : Adrian Boek
- 1999 : The Crow (The Crow: Stairway to Heaven) (série télévisée) : Phil Romano
- 1999 : First Wave (série télévisée) : Sergeant Plimpton
- 2000 : Harsh Realm (série télévisée) : Bounty Hunter
- 2000 : Hollywood Off-Ramp (série télévisée)
- 2000 : Rencontre avec le passé (The Man Who Used to Be Me) (TV) : First Big Guy
- 2000 : Le Secret du vol 353 (Sole Survivor) (TV) : Henchman #2
- 2000 : Dark Angel (série télévisée) : Security Guard Peter Ashley
- 2000 : Freedom (série télévisée) : Smash
- 2001 : Curse of the Talisman (TV)
- 2001 : The Chris Isaak Show (série télévisée) : Brock
- 2001 : Les Nuits de l'étrange (Night Visions) (série télévisée) : Ed Neville
- 2001 : Pasadena (série télévisée) : Brick
- 2002 : Cold Squad, brigade spéciale (Cold Squad) (série télévisée) : Bouncer
- 2002 : Le Fils du Père Noël (Mr. St. Nick) (TV) : Thug
- 2003 : Andromeda (série télévisée) : Genghis
- 2003 : Smallville (série télévisée) : Meechum
- 2004 : La Prophétie du sorcier (Earthsea) (TV) : Dragon's Voice (voix)
- 2007 : A.M.P.E.D. (série télévisée) : Timex
- 2007 : Stargate SG-1 (série télévisée) : Kintac
- 2008 : Le Trésor perdu du Grand Canyon (The Lost Treasure of the Grand Canyon) (TV) : Javier Bordellos